# Bătălia de la Quebec (1775)
Bătălia de la Quebec (în franceză Bataille de Québec) s-a dat la 31 decembrie 1775 între forțele Armatei Continentale americane și apărătorii britanici ai orașului Quebec, la începutul Războiului American de Independență. Bătălia a reprezentat prima mare înfrângere pentru americani în acest conflict și s-a soldat cu mari pierderi. Generalul Richard Montgomery a murit, Benedict Arnold a fost rănit, iar Daniel Morgan și alți 400 de oameni au căzut prizonieri. Garnizoana orașului, un amestec pestriț de trupe regulate și localnici voluntari în frunte cu guvernatorul Quebecului, generalul Guy Carleton, au suferit pierderi minore.
Armata lui Montgomery capturase Montrealul la 13 noiembrie, iar la începutul lui decembrie făcuse joncțiunea cu o forță condusă de Arnold, ai cărui oameni mărșăluiseră prin sălbăticia New Englandului de Nord. Guvernatorul Carleton se refugiase din Montreal la Quebec, care era următorul obiectiv al americanilor, iar orașul a fost întărit cu trupe în ultimul moment înainte de sosirea atacatorilor. Îngrijorat că în curând vor expira contractele soldaților săi, Montgomery a lansat pe finalul anului un atac pe o furtună de zăpadă care putea ascunde mișcările armatei sale. Planul era ca unele contingente separate conduse de Montgomery și Arnold să conveargă în zona joasă a orașului, după care să escaladeze zidurile ce protejau centrul. Forța lui Montgomery s-a întors după ce acesta a fost ucis de o salvă de tun la începutul luptei, dar forța lui Arnold a pătruns mai mult în periferiile orașului. Arnold a fost și el rănit la începutul atacului și a lăsat conducerea asaltului în seama lui Morgan înainte de a fi încercuit la marginea orașului și obligat să se predea. Arnold și americanii au continuat să asedieze ineficient orașul până în primăvară, când au sosit întăriri ale britanicilor.
În bătălie și în asediul ce a urmat, canadienii francofoni au fost activi de ambele părți ale conflictului. Forțele americane au primit provizii și ajutor logistic din partea unor localnici, și, pe de altă parte, printre apărătorii orașului se aflau și numeroși voluntari. Când americanii s-au retras, ei au fost însoțiți de mai mulți susținători ai lor; cei rămași în urmă au fost supuși diferitelor pedepse după ce britanicii au recâștigat controlul asupra provinciei.

## Context

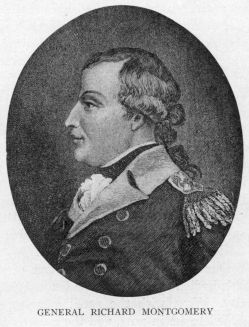
General de brigadă Richard Montgomery, gravură după un portret de Alonzo Chappel

La scurt timp după izbucnirea Războiului American de Independență în aprilie 1775, o mică forță condusă de Ethan Allen și Benedict Arnold a capturat importanta cetate de la Ticonderoga la 10 mai. Arnold a continuat cu un raid asupra Fortului Saint-Jean nu departe de Montreal, alarmând administrația britanică de acolo. Aceste acțiuni i-au determinat pe liderii britanici și pe cei rebeli să ia în calcul posibilitatea unei invazii a provinciei Quebec de către forțele rebele ale celui de al Doilea Congres Continental, iar guvernatorul Quebecului, generalul Guy Carleton, a început să mobilizeze forțele defensive ale provinciei. După ce a respins la început ideea unui atac asupra Quebecului, Congresul l-a autorizat pe comandantul Departamentului de Nord al Armatei Continentale, general-maior Philip Schuyler, să invadeze provincia dacă va considera că este necesar. Schuyler a început imediat să acționeze în sensul obținerii de oameni și materiale pentru o expediție la Ticonderoga și Fort Crown Point. Ca parte a unei ofensive propagandistice americane, în provincie au circulat scrisori din partea Congresului și din partea Adunării Provinciale New York, prin care se promitea eliberarea de guvernul oprimant. Benedict Arnold, trecut cu vederea la alegerea comandantului expediției, l-a convins pe generalul George Washington să autorizeze o a doua expediție prin zonele sălbatice ale ceea ce este astăzi statul Maine direct către Quebec City.
Armata Continentală a început să avanseze spre Quebec în septembrie 1775. Scopul său, așa cum era el declarat într-o proclamație a generalului Schuyler, era de a „îndepărta, pe cât posibil, trupele Marii Britanii” care „sub ordinele unui guvern despotic ... urmăresc să-și pună concetățenii și frații sub jugul grelei robii.” Generalul de brigadă Richard Montgomery a condus forțele din Ticonderoga și Crown Point de-a lungul Lacului Champlain, a asediat cu succes Fort St. Jean, și a capturat Montrealul la 13 noiembrie. Arnold a condus o forță de 1.100 de oameni din Cambridge, Massachusetts într-o expediție prin Maine către Quebec la scurt timp după plecarea lui Montgomery din Ticonderoga.
O importantă speranță a americanilor care au înaintat înspre Quebec era cea că populația catolică franceză canadiană a provinciei și a orașului se va ridica împotriva dominației britanice: cum britanicii preluaseră controlul asupra provinciei în urma Războiului Francez și Indian din 1760, existau dificultăți și conflicte pe de o parte între populația locală și pe de altă parte armata britanică și administrația civilă protestantă și anglofonă. Tensiunile au fost atenuate prin adoptarea Legii Quebecului din 1774, prin care catolicii au reprimit unele drepturi civile și biserica catolică a fost recunoscută. Majoritatea locuitorilor francezi ai Quebecului au ales să nu joace un rol activ în campania americană, în parte deoarece ajunseseră să accepte dominația britanică, sub care beneficiau de libertatea de a practica religia catolică și de a-și păstra limba și cultura franceză.

## Pregătirile britanicilor

### Apărarea provinciei
Generalul Carleton începuse să pregătească defensiva provinciei imediat după ce a aflat de raidul lui Arnold de la St. Jean.  Deși și-a concentrat mare parte din modesta sa forță la Fort St. Jean, Carleton a lăsat garnizoane ale trupelor regulate britanice la Montreal și Quebec. Carleton a urmărit înaintarea invaziei americane, primind ocazional comunicații interceptate dintre Montgomery și Arnold. Guvernatorul locotenent Hector Cramahé, însărcinat cu apărarea Quebecului în timp ce Carleton se afla la Montreal, a organizat în septembrie o miliție de câteva sute de voluntari. El era pesimist și credea că forțele sale nu erau ceva pe care să pui multă bază, estimând că doar jumătate din trupe sunt demne de încredere.  Cramahé a cerut de numeroase ori întăriri militare de la cartierul general din Boston, dar toate au fost în zadar. Mai multe vase cu soldați au fost deturnate și au ajuns în New York, iar viceamiralul Samuel Graves, comandantul flotei din Boston, a refuzat să aloce vase pentru transportul trupelor până la Quebec deoarece iarna care se apropia avea să închidă râul Sfântul Laurențiu.

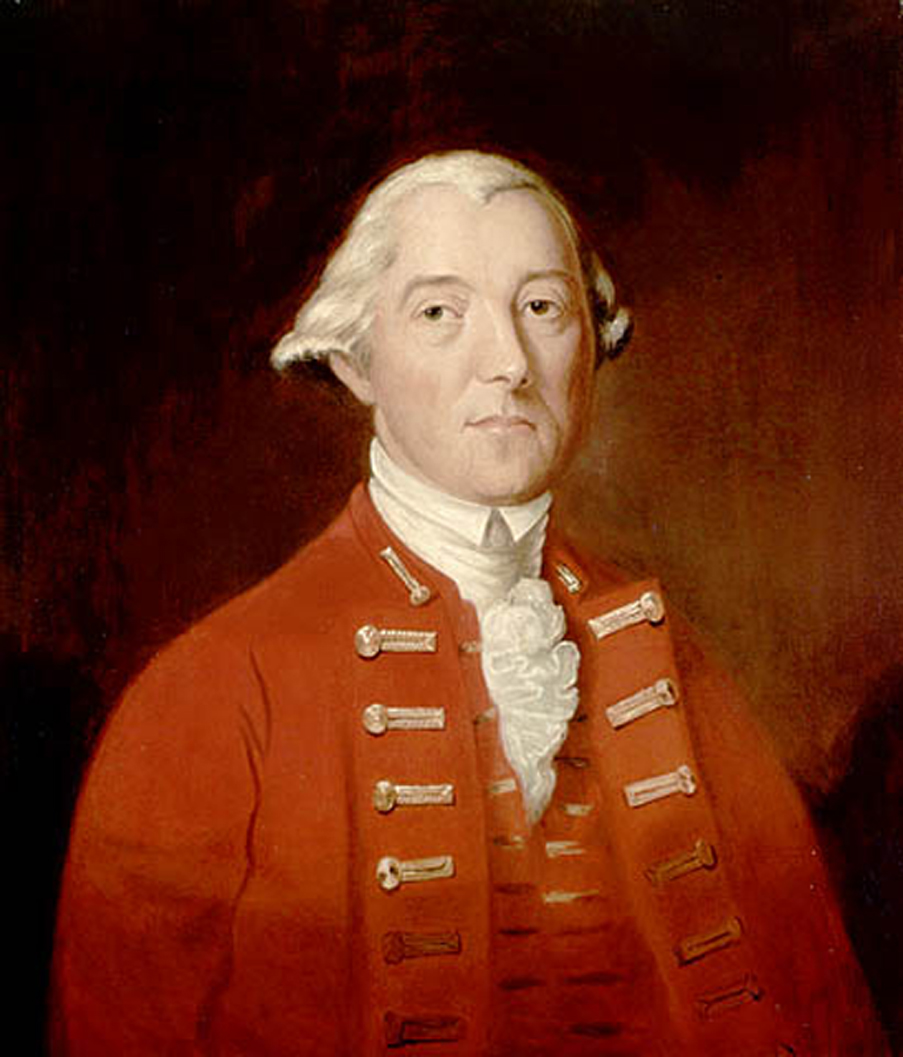
Guy Carleton, comandantul forțelor din oraș (pictor anonim)

Când la Quebec au ajuns la 3 noiembrie informații sigure că marșul lui Arnold reușise și că el se apropia de oraș, Cramahé a început să crească paza și a înlăturat toate bărcile de pe malul sudic al râului Sf. Laurențiu. Vestea apropierii lui Arnold a dus la creșterea numărului de înrolări în miliția de voluntari, numărul acestora crescând la 1.200 sau chiar mai mult. La 3 noiembrie au sosit două vase, urmate de o a treia în ziua următoare, pline cu voluntari din insula St. John și din Newfoundland prin care forței defensive i s-au adăugat încă 120 de oameni. Un mic convoi condus de HMS Lizard⁠(en)[traduceți] a sosit și el a doua zi, aducând mai mulți pușcași marini.
La 10 noiembrie, locotenent-colonelul Allen Maclean, care fusese implicat într-o tentativă de ridicare a asediului la St. Jean, a sosit cu 200 de oameni din al său Regiment 84 Infanterie „Royal Highland Emigrants”. Ei interceptaseră comunicațiile dintre Arnold și Montgomery lângă Trois-Rivières, și s-au grăbit spre Quebec să ajute la apărarea orașului. Sosirea acestei forțe experimentate a crescut moralul voluntarilor localnici, iar Maclean a preluat imediat comanda apărării.

### Sosirea lui Carleton la Quebec
În urma căderii Fortului St. Jean, Carleton a abandonat Montrealul și s-a întors cu corabia la Quebec City, evitând să cadă prizonier. El a sosit la 19 noiembrie și a preluat imediat comanda. După trei zile, a dat o proclamație prin care afirma că toți bărbații din oraș capabili să poarte arme și care nu sunt înarmați vor fi considerați spioni sau rebeli și vor fi tratați ca atare. Celor care refuză li s-a dat patru zile să plece din oraș. Ca urmare, circa 500 de locuitori (200 britanici și 300 canadieni) s-au alăturat forțelor defensive.
Carleton a tratat punctele slabe ale fortificațiilor orașului: a ridicat două baricade și palisade de bușteni de-a lungul malului fluviului Sfântul Laurențiu, în interiorul ariei de acoperire a tunurilor; și-a pus forțele pe poziții defensive de-a lungul zidurilor și baricadelor interioare și s-a asigurat că voluntarii neexperimentați sunt comandați de ofițeri capabili.

## Sosirea lui Arnold

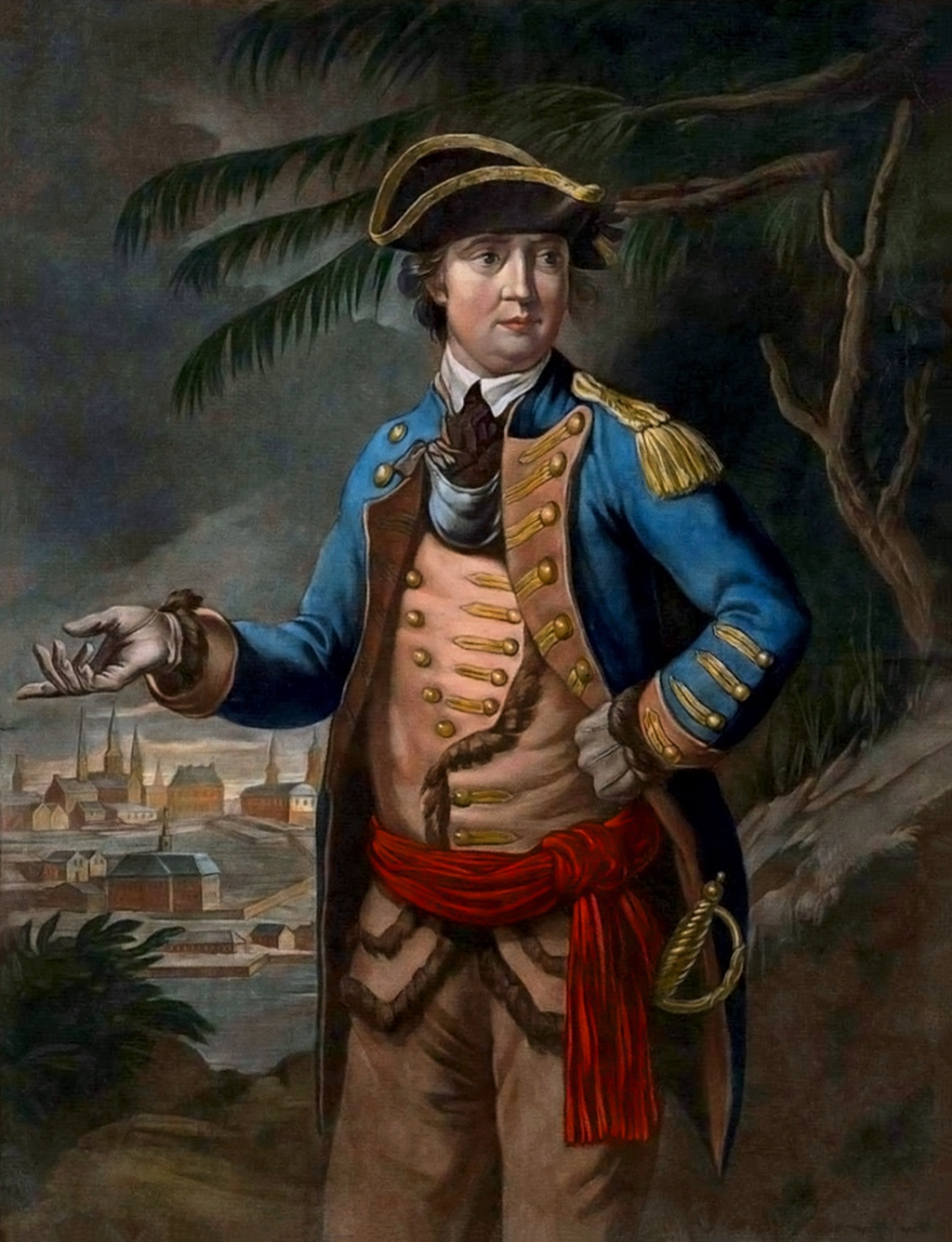
Benedict Arnold în 1776, gravură de Thomas Hart

Oamenii aleși de Arnold pentru expediția sa erau voluntari din companiile din New England ce luptau în asediul Bostonului.  Ele au fost asamblate în două batalioane; un al treilea batalion era format din pușcași din Pennsylvania și Virginia sub comanda locotenent-colonelului Daniel Morgan. Marșul prin sălbăticia Maine-ului a fost îndelungat și dificil. Vremea era umedă și rece, iar drumul a durat mai mult decât se așteptau Arnold și Washington. Vremea rea și bărcile avariate au dus la alterarea proviziilor alimentare și circa 500 de oameni din primii 1.100 au murit sau au făcut cale întoarsă. Cei care s-au întors, inclusiv unul dintre batalioanele din New England, au luat cu ei mare parte din restul proviziilor. Cei care au continuat erau înfometați când au ajuns la primele așezări franceze la începutul lui noiembrie.  La 9 noiembrie, cei 600 de supraviețuitori ai marșului lui Arnold de la Boston la Quebec au sosit la Point Levis, pe malul sudic al fluviului Sf. Laurențiu în dreptul orașului Quebec City. În pofida stării în care se aflau trupele sale, Arnold a început imediat să strângă bărci pentru o traversare. El era pregătit de aceasta în noaptea de 10 noiembrie, dar o furtună l-a întârziat cu trei zile. Ajuns pe malul celălalt al fluviului, Arnold și-a deplasat trupele în Câmpul lui Abraham⁠(en)[traduceți], la circa 1,5 mile (2 km) de zidurile orașului.
Soldații ce se apropiau de zidurile Quebecului erau prost echipați. Arnold nu avea artilerie, toți oamenii săi aveau doar câte cinci cartușe, peste 100 dintre muschete erau neutilizabile și hainele se transformaseră în zdrențe. Deși armata sa număra de două ori mai puțini oameni decât inamicul, Arnold a cerut capitularea orașului. Înspre ambii mesageri trimiși de el, britanicii au tras cu tunurile. Arnold a concluzionat că nu poate cuceri orașul cu forța, așa că a blocat orașul dinspre vest. La 18 noiembrie, americanii au auzit un zvon (fals) că britanicii plănuiesc să-i atace cu 800 de oameni. La un consiliu de război, ei au hotărât că blocada nu mai poate fi susținută, iar Arnold a început să-și mute oamenii la 32 km în amonte, la Pointe-aux-Trembles să-l aștepte pe Montgomery, care tocmai cucerise Montrealul.

## Sosirea lui Montgomery

Rutele invaziilor lui Montgomery şi Arnold

La 1 decembrie, Montgomery a sosit la Pointe-aux-Trembles. Forța sa era formată din 300 de oameni din regimentele 1, 2 și 3 New York, o companie de artilerie alcătuită de John Lamb⁠(en)[traduceți], circa 200 de oameni recrutați de James Livingston⁠(en)[traduceți] pentru Regimentul 1 Canadian, și încă 160 de oameni în frunte cu Jacob Brown, rămășițe ale regimentelor desființate ca urmare a expirării înrolărilor. Acestea au fost suplimentate după câteva zile de mai multe companii detașate de general-maiorul David Wooster⁠(en)[traduceți], pe care Montgomery îl lăsase la comandă în Montreal. Artileria adusă de Montgomery conținea patru tunuri și șase mortiere; el a adus și haine de iarnă și alte provizii pentru oamenii lui Arnold; hainele și proviziile fuseseră capturate de la trupele britanice care se retrăgeau din Montreal. Comandanții s-au îndreptat către Quebec, și au asediat orașul la 6 decembrie. Montgomery i-a trimis personal lui Carleton o scrisoare în care cerea capitularea orașului, folosind drept mesager o femeie. Carleton a refuzat cererea și a ars scrisoarea fără a o citi. Montgomery a încercat din nou după zece zile, cu același rezultat. Asediatorii au continuat să trimită mesaje, adresate în principal populației orașului, descriindu-le situația ca fiind una fără speranțe, și sugerând că situația se va îmbunătăți dacă ei îi vor ajuta pe americani.

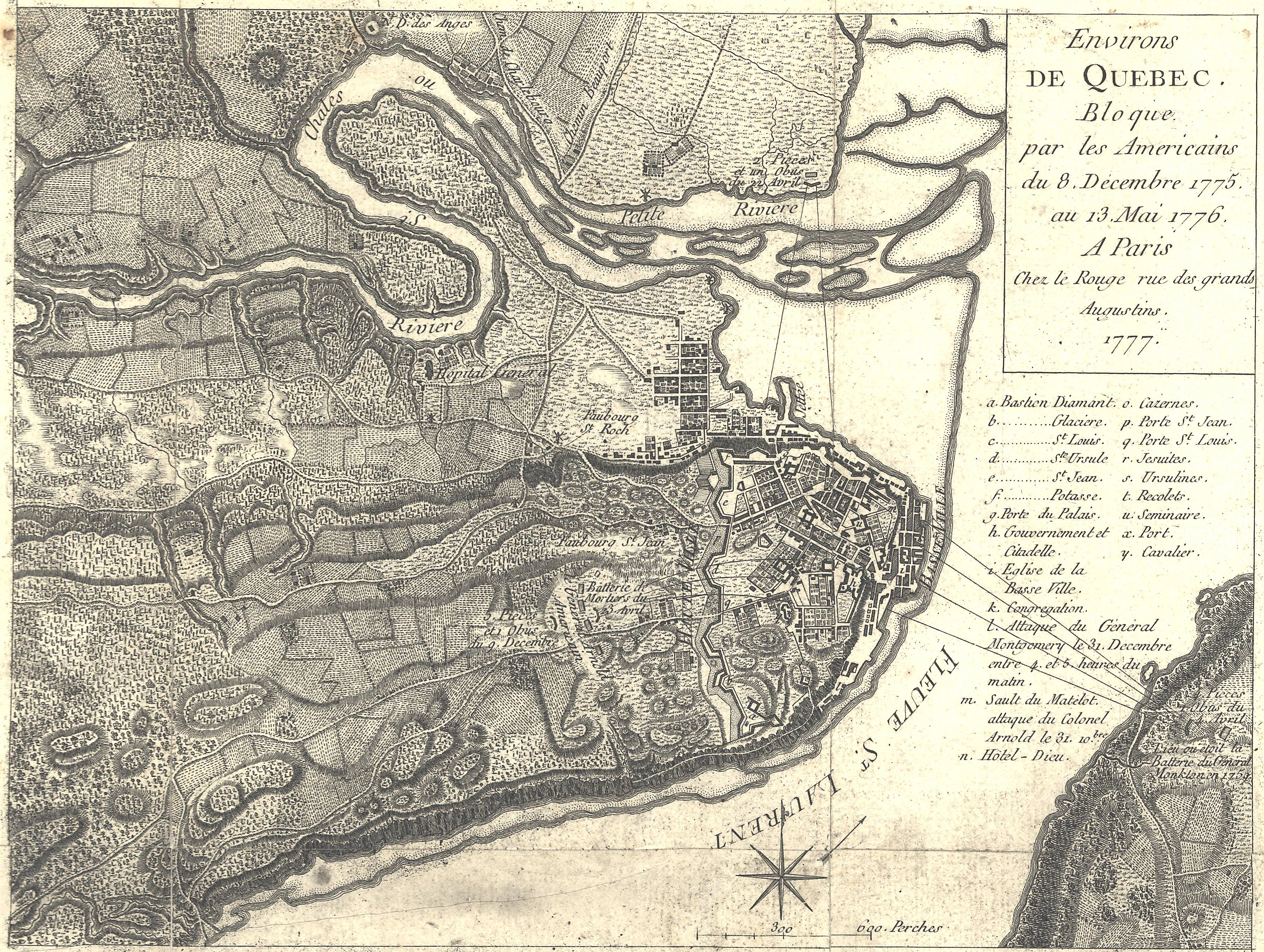
Hartă franceză din 1777 în care sunt prezentate punctele de acţiune din Quebec şi din jurul său.

La 10 decembrie, americanii și-au desfășurat cea mai mare baterie la 640 m de ziduri. Pământul înghețat i-a împiedicat să sape tranșee, astfel încât au improvizat o baricadă din blocuri de zăpadă. Această baterie a fost folosită pentru a trage înspre oraș, dar avariile produse au fost de mică anvergură. Montgomery a realizat că este într-o situație foarte dificilă, întrucât pământul înghețat împiedica săparea tranșeelor, iar în lipsa armamentului greu este imposibil să se pătrundă prin fortificațiile orașului. Contractele soldaților lui Arnold expirau la sfârșitul anului, iar din coloniile rebele nu venea niciun fel de muniție. Mai mult, era foarte probabil ca întăririle britanice să sosească în primăvară, astfel încât el trebuia fie să acționeze, fie să se retragă. Montgomery credea că singura sa șansă era să cucerească orașul în timpul unei furtuni de zăpadă într-o noapte, când oamenii săi puteau escalada zidurile fără să fie văzuți.
În timp ce Montgomery punea la cale atacul împotriva orașului, Christophe Pélissier⁠(en)[traduceți], un francez care locuia lângă Trois-Rivières, i-a făcut o vizită. Pélissier era susținător al cauzei americanilor și lucra la întreprinderea metalurgică St. Maurice. El și Montgomery au discutat ideea de a ține o convenție provincială pentru alegerea reprezentanților Quebecului în Congresul Continental. Pélissier a recomandat ca aceasta să fie amânată până ce va fi cucerit Quebec City, întrucât locuitorii nu se vor simți liberi să acționeze în acest sens înainte de a li se asigura securitatea. Cei doi au convenit ca fabrica lui Pélissier să furnizeze muniție pentru asediu. Pélissier a făcut aceasta până la retragerea americanilor în mai 1776, moment în care a fugit și el, întorcându-se în cele din urmă în Franța.
Furtuna de zăpadă a sosit în noaptea de 27 decembrie, și l-a făcut pe Montgomery să pregătească trupele pentru atac. Furtuna a scăzut însă în intensitate, iar Montgomery a anulat asaltul. În acea noapte, un sergent din Rhode Island a dezertat, ducând britanicilor planurile de atac. Montgomery a făcut atunci un nou plan; acesta impunea două atacuri diversioniste asupra zidurilor vestice ale Quebecului, conduse de Jacob Brown și James Livingston, în vreme ce vor fi pregătite două atacuri complexe în periferiile orașului. Arnold avea să conducă un atac pentru a trece prin fortificațiile din nordul orașului de jos, iar Montgomery avea să urmeze cursul fluviului Sf. Laurențiu la sud de oraș. Cele două forțe urmau să se întâlnească în periferiile de jos ale orașului și să lanseze un asalt combinat în orașul de sus, escaladând zidurile. Noul plan a fost dezvăluit doar ofițerilor superiori.

## Desfășurarea bătăliei

### Atacul lui Montgomery

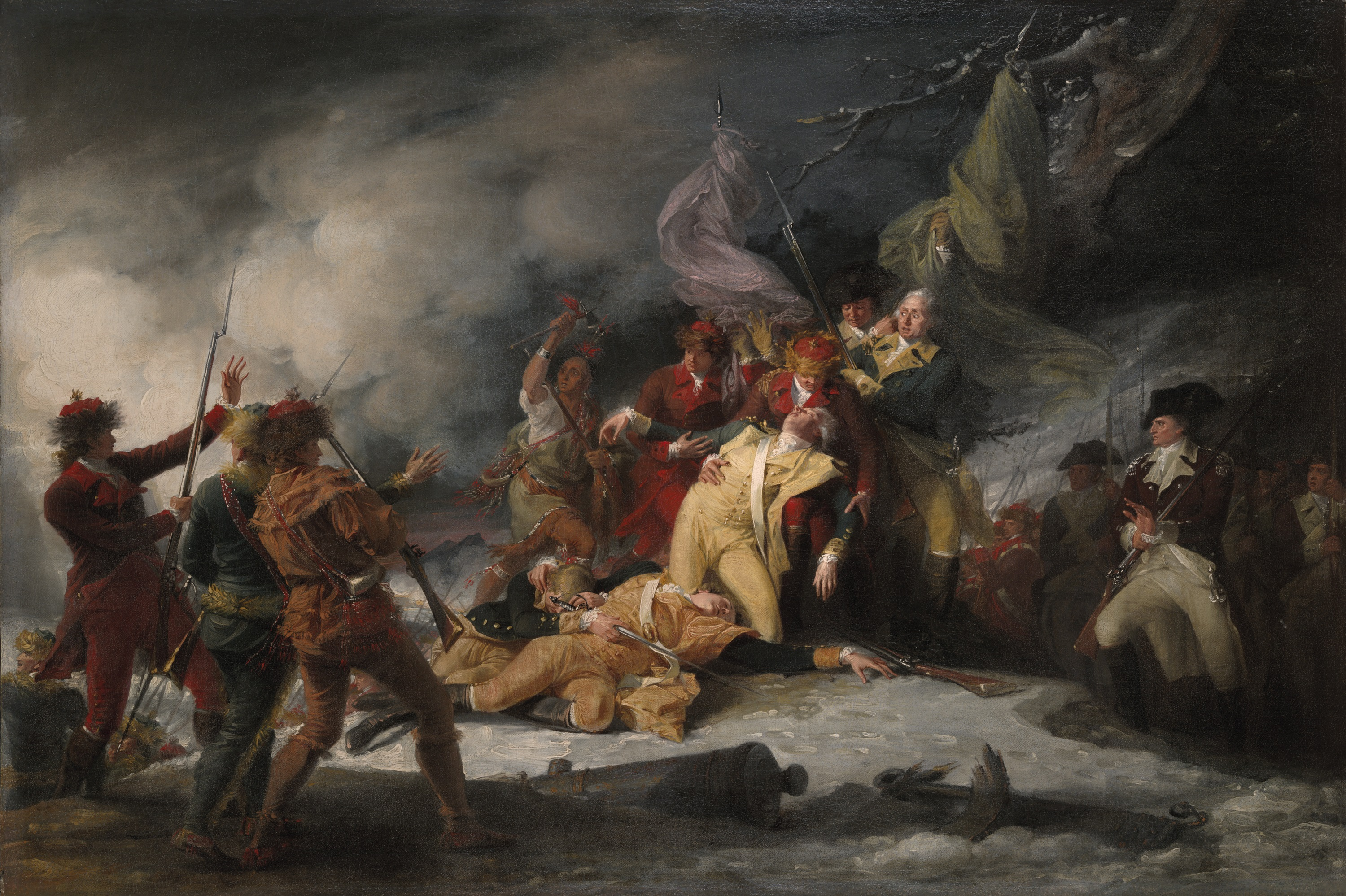
Moartea generalului Montgomery în atacul Quebecului, de John Trumbull (1786), o descriere idealizată a morții lui Montgomery.

La 30 decembrie a izbucnit o nouă furtună, iar Montgomery a dat din nou ordin de atac. Brown și Livingston și-au condus milițiile în pozițiile asignate în acea noapte: Brown lângă bastionul Cape Diamond, iar Livingston lângă poarta St. John. Când a ajuns la poziția sa între orele 4 și 5 dimineața, Brown a tras focuri de semnalizare pentru restul trupelor, și oamenii săi și ai lui Livingston au început să tragă către țintele ce le fuseseră asignate. Montgomery și Arnold, văzând semnalul, s-au îndreptat spre orașul de jos.
Montgomery și-a condus oamenii pe poteca abruptă și înzăpezită către fortificațiile exterioare. Furtuna era foarte intensă, iar înaintarea era extrem de dificilă. Oamenii lui Montgomery au sosit în cele din urmă la palisada exterioară, unde un grup avansat de tâmplari și-au tăiat cu fierăstrăul drum prin zid. Montgomery însuși a ajutat la tăierea celei de-a doua palisade, și a condus 50 de oameni pe o stradă către o clădire de două etaje. Clădirea făcea parte din fortificațiile orașului, și era de fapt un blochaus ocupat de 15 voluntari din Quebec înarmați cu tunuri și muschete. Aceștia au deschis focul de aproape, iar Montgomery a murit pe loc, împușcat în cap de o salvă de mitralii. Puținii oameni din avangardă care au supraviețuit s-au retras către palisadă; doar Aaron Burr și alți câțiva au scăpat nevătămați. Mulți dintre ofițerii lui Montgomery au fost răniți în atac; unul dintre puținii care rămăsese nerănit i-a condus pe supraviețuitori înapoi la Câmpia lui Abraham, lăsând în urmă trupul lui Montgomery.

### Atacul lui Arnold
În vreme ce Montgomery avansa, Arnold înainta și el cu grosul forțelor către baricadele de la Sault-au-Matelot din capătul nordic al orașului de jos. Ei au trecut neobservați de porțile exterioare și de câteva baterii britanice. Pe măsură ce grupul se deplasa în jurul Porții Palatului, au izbucnit numeroase salve din zidurile orașului de deasupra lor. Înălțimea zidurilor făcea imposibil ca atacatorii să răspundă la foc, și deci Arnold a ordonat oamenilor săi să alerge înainte. Ei au înaintat pe o stradă îngustă, unde s-a tras din nou asupra lor în timp ce se apropiau de o baricadă. Arnold a fost împușcat în gleznă în timp ce își organiza oamenii în încercarea de a cuceri baricada și a fost transportat în spate, transferând comanda detașamentului lui Daniel Morgan. Sub comanda lui Morgan, baricada a fost cucerită, dar nu s-a mai putut avansa din cauza străzilor întortocheate și a umezelii prinsă de praful de pușcă ce împiedica focul de muschetă. Morgan și oamenii săi s-au strâns în niște clădiri să-și usuce praful de pușcă și să reîncarce armele, dar asupra lor s-a tras și mai puternic; Carleton realizase că atacurile de la porțile nordice erau doar niște diversiuni și a început să își concentreze forțele în orașul de jos. O forță britanică de 500 de oameni a ieșit prin Poarta Palatului și a reocupat prima baricadă, încercuindu-l pe Morgan și pe oamenii săi în oraș. Neavând cale de întoarcere și aflat sub foc puternic, Morgan și oamenii săi s-au predat. Bătălia luase deja sfârșit la ora 10 am.

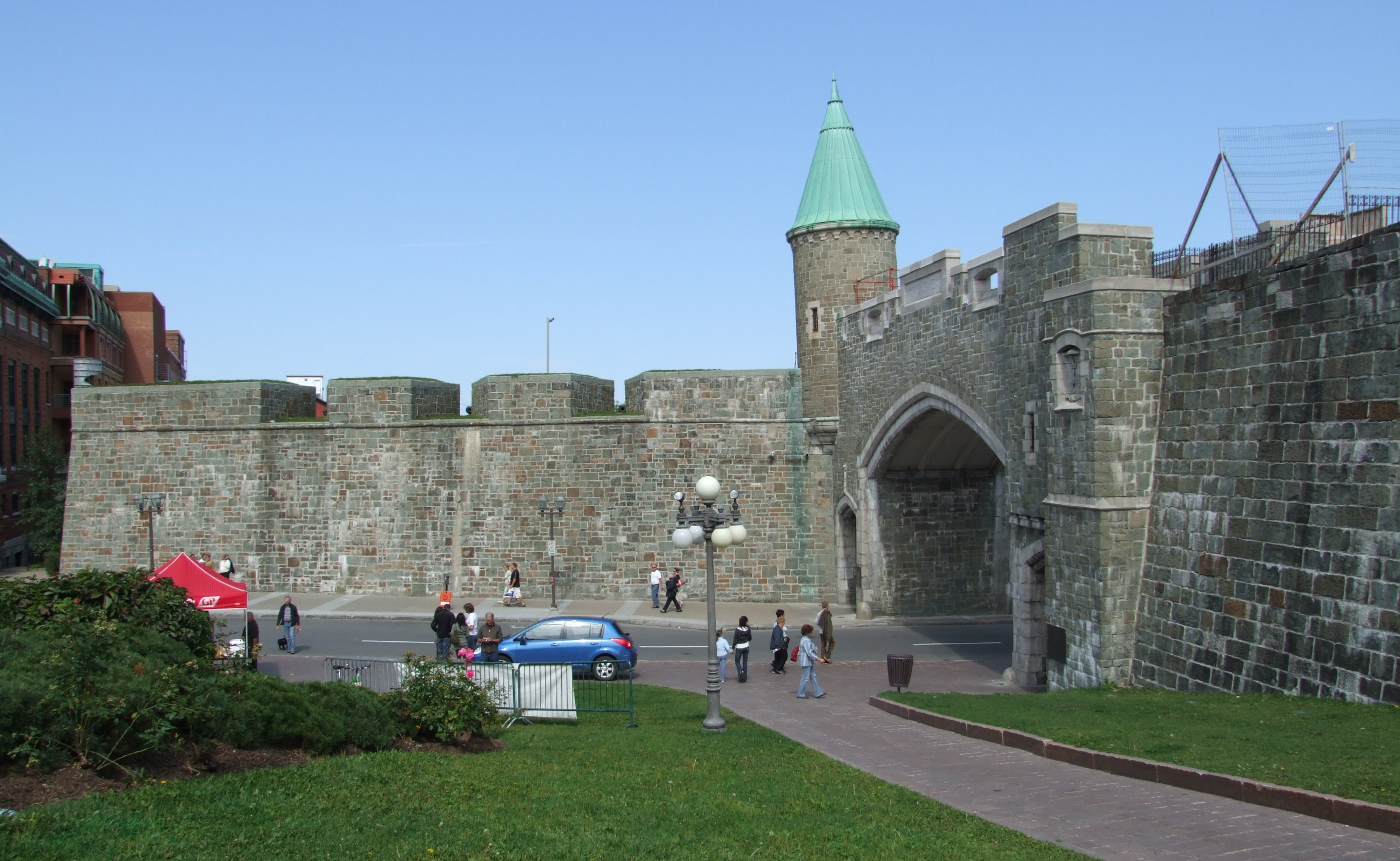
Poarta St. John a fost locul unei diversiuni a lui James Livingston.

Aceasta a fost prima înfrângere suferită de Armata Continentală. Carleton a raportat moartea a 30 de americani și capturarea a 431, inclusiv două treimi din forța lui Arnold. El a scris și că „mulți au pierit în râu”, încercând să fugă. Allan Maclean a raportat că în luna mai, când s-au dezghețat apele, au fost recuperate 20 de cadavre. Arnold a raportat 400 de dispăruți sau prizonieri, iar raportul său oficial adresat Congresului vorbea de 60 de morți și 300 de prizonieri. Victimele din rântul britanicilor erau puțin semnificative. Primul raport al lui Carleton adresat generalului William Howe⁠(en)[traduceți] menționa doar cinci morți sau răniți, dar alte rapoarte vorbeau de până la 50. Raportul oficial al lui Carleton dădea cinci morți și 14 răniți.
Trupul generalului Montgomery a fost recuperat de britanici la 1 ianuarie 1776 și a primit o înmormântare militară simplă la 4 ianuarie, oficiată de guvernatorul locotenent Cramahé. Rămășițele lui Montgomery au fost returnate la New York în 1818.

## Asediul
Arnold a refuzat să se retragă; deși era depășit numeric de trei ori, temperatura era sub zero grade și i-au plecat numeroși oameni odată cu expirarea contractelor, el a asediat Quebecul. Asediul a avut un efect relativ redus asupra orașului, despre care Carleton susținea că are suficiente provizii pentru a rezista până în mai. Imediat după bătălie, Arnold i-a trimis pe Moses Hazen și pe Edward Antill la Montreal, unde l-au informat pe generalul Wooster despre înfrângere. De acolo, ei s-au dus la Philadelphia să raporteze Congresului înfrângerea și să ceară ajutor. (Atât Hazen cât și Antill, anglofoni de origine din cele treisprezece colonii și stabiliți în Quebec, au luptat în continuare în Armata Continentală tot restul războiului.) Ca răspuns la raportul lor, Congresul a ordonat recrutarea și trimiterea de întăriri în nord. În lunile de iarnă, mai multe mici companii de oameni din regimente recrutate în grabă în New Hampshire, Massachusetts și Connecticut s-au îndreptat spre nord pentru a suplimenta garnizoanele Armatei Continentale de la Quebec și Montreal. Penuria de provizii, precum și apariția bolilor contagioase în tabăra de lângă Quebec, în special a variolei, au avut efecte nefaste asupra asediatorilor. La începutul lui aprilie, Arnold a fost înlocuit cu generalul Wooster, care a fost și el înlocuit până la sfârșitul lunii cu generalul John Thomas.
Guvernatorul Carleton, deși părea să aibă avantaj semnificativ în ce privește forța umană, a ales să nu atace tabăra americană, și a rămas în interiorul zidurilor Quebecului. Montgomery, analizând situația înainte de bătălie, observase că Carleton luptase sub comanda lui James Wolfe în timpul asediului Quebecului din 1759, și știa că generalul francez Louis-Joseph de Montcalm plătise scump decizia de a ieși din interiorul orașului, ajungând chiar să piardă orașul și să-și piardă viața în bătălia de pe Câmpia lui Abraham. Generalul britanic James Murray pierduse și el o bătălie lângă oraș în 1760; Montgomery a considerat că este puțin probabil ca și Carleton să le repete greșelile. La 14 martie, Jean-Baptiste Chasseur, un morar de pe malul sudic al râului Sfântul Laurențiu, a sosit la Quebec City și l-a informat pe Carleton că sunt 200 de oameni pe malul sudic al râului gata să-i atace pe americani. Aceștia, dar și alții, au fost mobilizați pentru a ataca bateria americană de la Point Levis, dar avangarda acestei miliții loialiste a fost învinsă în martie 1776 în bătălia de la Saint-Pierre de un detașament de miliții locale proamericane.

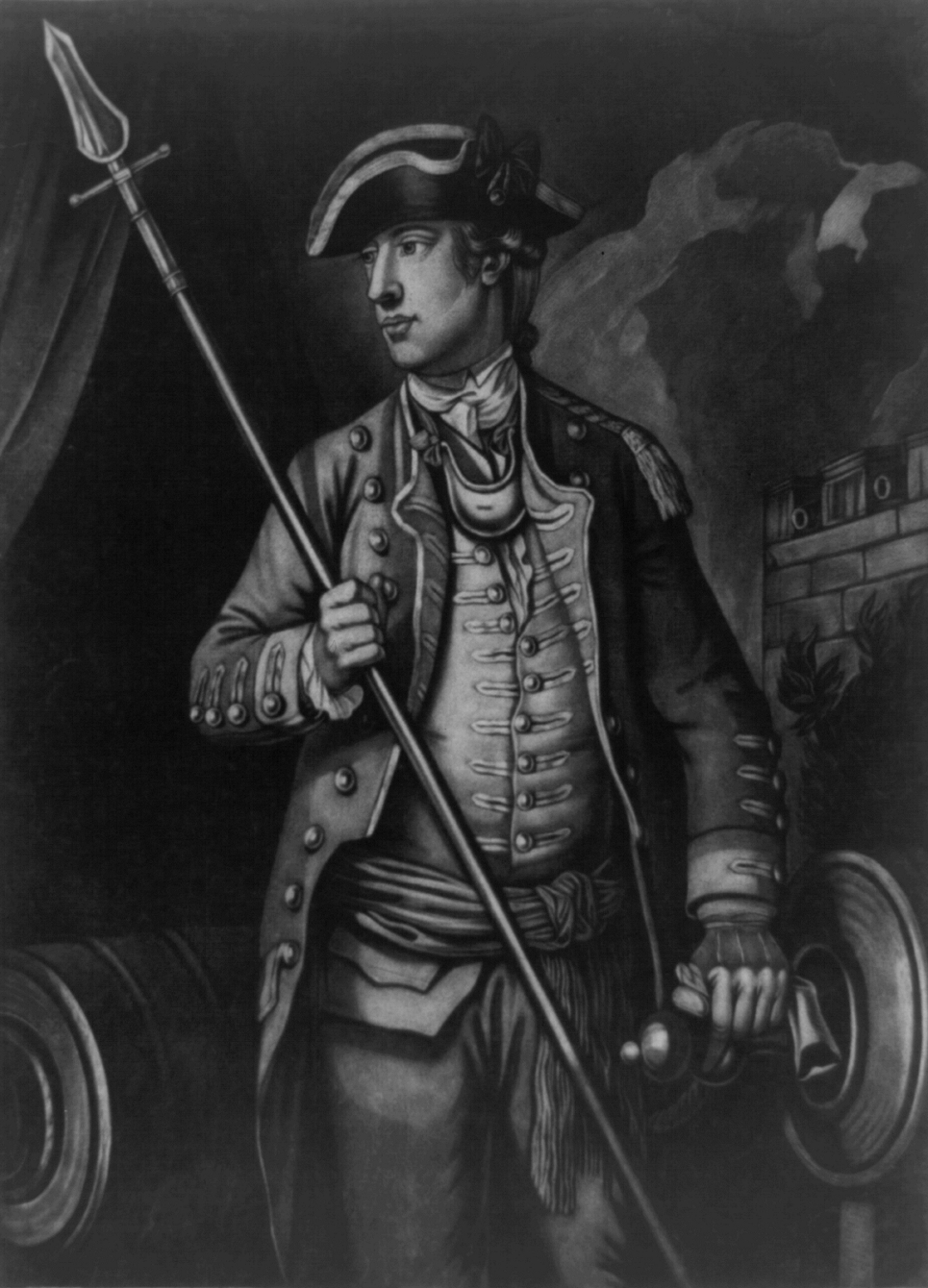
Generalul David Wooster, care l-a înlocuit pe Arnold spre finalul asediului (manieră neagră din 1776 de Thomas Hart)

Când a sosit generalul Thomas, situația din tabără l-a făcut să tragă concluzia că asediul nu poate fi menținut și a început să pregătească o retragere. Sosirea la 6 mai a unei mici flote britanice cu 200 de soldați (avangarda unei forțe de invazie mult mai mari), a accelerat pregătirile de plecare ale americanilor. Retragerea s-a transformat aproapte într-o goană când Carleton a ieșit din oraș cu aceste forțe proaspete, împreună cu mare parte din garnizoana deja existentă, să-i atace pe americanii dezorganizați. Forțele americane, răvășite de variolă (de care a murit chiar generalul Thomas în timpul retragerii), s-a retras până tocmai la Fort Ticonderoga.  Carleton a lansat apoi un contraatac pentru recucerirea forturilor de pe lacul Champlain. Deși a învins flota americană în bătălia de la Insula Valcour și a reluat controlul asupra lacului, apărarea ariergărzii condusă de Benedict Arnold a împiedicat alte acțiuni în sensul recuceririi Ticonderogăi sau a Crown Pointului în 1776.

## Urmări
La 22 mai, chiar înainte ca americanii să fie complet îndepărtați din provincie, Carleton a ordonat o anchetă pentru a-i identifica pe canadienii care ajutaseră expediția americană de la Quebec City. François Baby, Gabriel-Elzéar Taschereau și Jenkin Williams au călătorit prin toată provincia și i-au numărat pe localnicii care ajutaseră forța de ocupație; ei au calculat că numărul acestora se ridica la 757. Carleton a fost oarecum indulgent cu cei ce comiseseră fapte minore, și a eliberat chiar mai mulți din cei acuzați de fapte mai grave în schimbul promisiunii că se vor purta bine. Odată ce americanii au fost îndepărtați din provincie, însă, măsurile luate împotriva celor ce i-au susținut pe americani au devenit mai dure, o pedeapsă frecvent aplicată fiind munca forțată în scopul reparării infrastructurii distruse pe timpul ocupației sau retragerii americane. Aceste măsuri au avut ca efect minimizarea exprimărilor publice de susținere pentru americani tot restul războiului.
Între 6 mai și 1 iunie 1776, circa 40 de nave britanice au sosit la Quebec City. Ele au transportat peste 9.000 de soldați sub comanda generalului John Burgoyne, inclusiv circa 4.000 de soldați germani, așa-numiții hessieni din Braunschweig și Hanau sub comanda baronului Friedrich Adolf Riedesel. Aceste forțe, dintre care unele participaseră la contraofensiva lui Carleton, au petrecut în provincie iarna dintre 1776 și 1777, întreținerea lor fiind plătită scump în provizii de către populația de numai 80.000 de locuitori a provinciei. Mulți din acești soldați au fost desfășurați în 1777 în campania pentru valea Hudsonului condusă de Burgoyne.
Trei unități curente ale Gărzii Naționale (A/1-69th Inf, 181st Inf, și 182nd Inf) sunt derivate de la unitățile americane care au participat la bătălia de la Quebec.